# Lúcio Cesônio Ovínio Mânlio Rufiniano Basso
Lúcio Cesônio Ovínio Mânlio Rufiniano Basso (em latim: L. Caesonius Ovinius Manlius Rufinianus Bassus) foi um oficial romano do século III, ativo no reinado dos imperadores Caro (r. 282–283), Carino (r. 282–285), Numeriano (r. 283–284) e Diocleciano (r. 284–305).

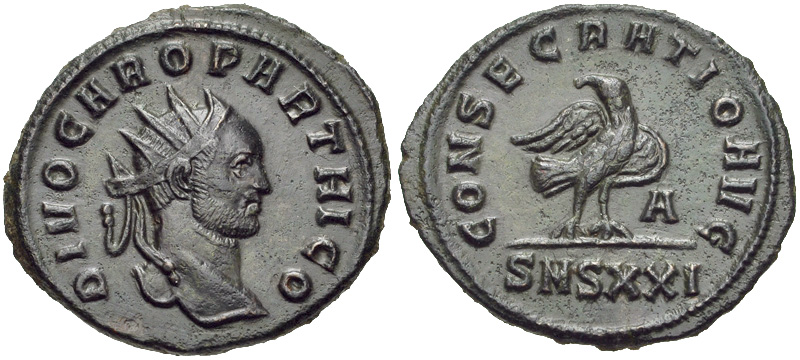
Antoniniano de Carino r.

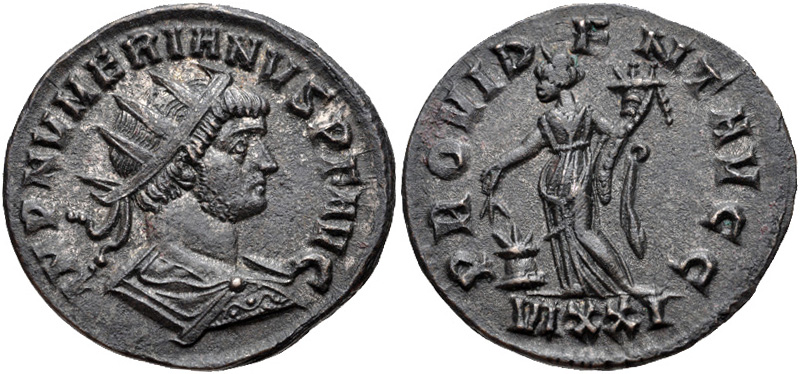
Antoniniano de Numeriano r.

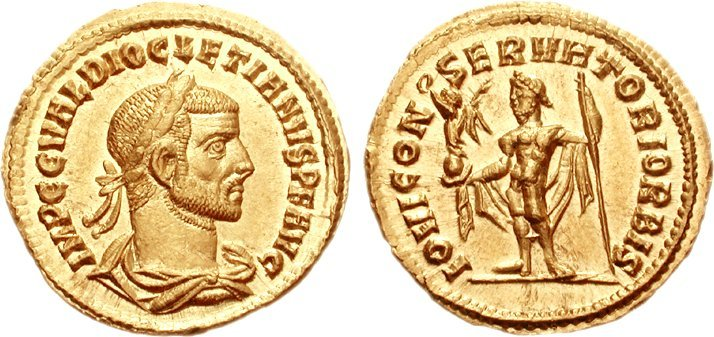
Áureo de Diocleciano r.

## Vida
Lúcio era filho de Lúcio Cesônio Lucilo Mácer Rufiniano e neto de Caio Cesônio Mácer Rufiniano, que casou-se com Manília Lucila. É presumível que teve um filho chamado Cesônio Basso. Sua carreira foi preservada em algumas inscrições. Seus primeiros 2 ofícios foram de séviro da conduta do exército (sevir turmae deducendae) e triúnviro chefe (triumvir kapitalis). Então candidata-se às funções de pretor e questor. Em seguida, torna-se curador das coisas públicas dos beneventanos (curat(or) rei publicae veneventanorum (sic)) e curador do Tibre e Cloaca Máxima de Roma (curat(or) albei tiberi(s) et cluacarum (sic) sac(rae) urb(is)); se sabe que foi cônsul por duas ocasiões (ambas provavelmente como sufecto), a segunda delas em data posterior e a primeira presumivelmente antes do ofício de curador de Roma, que era um ofício consular.
Seu próximo ofício foi de legado da África Proconsular e é possível que, concomitantemente, foi curador da mesma província. Depois, torna-se procônsul da África e exerceu função por 3 anos. Então foi eleito em 276/282, mais provavelmente em 280, como presidente do juízo magno (iudicium magnum), uma provável corte de apelação em Roma, composta de senadores. Provavelmente em 283/284, foi nomeado conde dos imperadores Carino (r. 282–285) e Numeriano (r. 283–284) e juiz das investigações sagradas (iudex sacrarum cognitionum vice caesaris sine appellationem (sic)) do tesouro público e de particulares, em Roma e na África Proconsular. Em 284 ou 285, torna-se prefeito urbano de Roma.
Em seguida, suas inscrições indicam que ocupou três posições sacerdotais (sálio palatino, pontífice maior e pontífice do Sol), porém não se sabe se ocupou tais posições antes ou depois dos ofícios já mencionados; pensa-se que, independente das datas, ao menos não foi pontífice do Sol antes de Aureliano (r. 270–275). Em 285, ou mais provavelmente em 284, foi cônsul. Seu nome não aparece junto aos cônsules ordinários nos Fastos, o que indica que era sufecto. Pensa-se que era o Basso que foi cônsul junto de Diocleciano (r. 284–305).